# 卢镗
盧镗（1505年—1577年），字聲遠，一字子鳴，浙江麗水人，祖籍河南羅山，明朝抗倭將領。

## 生平
盧鏜出身於将门。嘉靖二十二年（1543年），因廕襲任福建鎮海衛参将，後升副总兵，至福建都指揮僉事。
嘉靖二十七年（1548年），倭寇大舉騷擾中國東南沿海一帶，勾結惡商，燒殺劫掠。嘉靖帝遣都御史朱紈前去巡撫浙江。考慮到浙江的官員多與倭寇勾結，朱紈調盧鏜率兵從福建前來清剿。根據《明史》記載，盧鏜有大將之才，因此為都御史朱紈所倚重；當諸將望風而潰的時候，唯獨盧鏜與湯克寬英勇善戰，威名仅次于戚继光、俞大猷。同年，盧鏜率軍搗毀倭寇在雙嶼的巢穴，擒許棟等人。
翌年，朱紈因受到御史陳九德的彈劾而革職查辦。朱紈自殺，盧鏜、柯喬也被當作朱紈的黨羽而受打壓，關押入獄，定了死罪。
嘉靖三十一年（1552年），因倭寇猖獗，嘉靖帝派遣僉都御史王忬前往東南沿海一帶。在王忬的奏請下，嘉靖帝同意赦免盧鏜，戴罪立功。嘉靖三十三年（1554年），兵部尚書張經總督閩浙軍務，任命盧鏜為參將。翌年，盧鏜和俞大猷在嘉兴之北的王江泾大破倭寇，斬一千餘人。同年在海上大陈岛擒获通倭首领林碧川。嘉靖三十五年（1556年），胡宗憲接替張經總督閩浙軍務，擢盧鏜為協守江浙副總兵。他領兵在彭溪擊敗倭寇，擒獲大隅的倭寇首領辛五郎，押赴京師處死。盧鏜又追隨胡宗憲，多次參與對徐海、陳東、麻葉的戰鬥並立功。嘉靖三十八年（1559年），盧鏜與浙江副總兵劉顯大破倭寇於劉家莊。不久王直被迫向胡宗憲投降，盧鏜因功升任都督同知。
嘉靖四十四年（1565年），胡宗宪遭到彈劾而下狱后，卢镗被當作胡宗憲的同黨，以抗倭督师不力、作战失利等八個罪名被逮捕下獄。後被赦免歸家。萬曆五年（1577年）病逝於家中，年七十三。
子盧相，官至處州僉事，亦為抗倭將領。

## 紀念
今浙江麗水市有一條街以盧鏜的名字命名。